# Димитрије Атанацковић
Др Димитрије Атанацковић (Сремски Карловци, 25. фебруар 1793 — Сарајево, 3. фебруар 1857) био је српски професор и аустријски конзул.

## Биографија

### Породица
Потиче из имућне карловачке породице. Отац Јован био је ћурчија.

### Образовање
Након завршене гимназије у Карловцима студирао је филозофију у Сегедину, где је и докторирао.

### Професор
Од новембра 1811. до краја 1814. радио је као професор у граматикалним разредима Карловачке гимназије.

### Петроварадинска регимента
У пролеће 1815. распродао је имовину, напустио Карловце и пронашао нови ангажман у Петроварадинској регименти. Током тридесетих година 19. века био је секретар и тумач генерала Јураја Рукавине, заповедника дивизије у Петроварадину.

### Конзул
Каријеру аустријског конзула започео је у Галацу, у другој половини тридесетих година 19. века. Потом је био конзул у Београду (1839-1843). У време династичких промена у Србији повучен је из Београда. По налогу кнеза Метерниха од  маја до јула 1844. боравио је у БиХ у специјалној мисији. За генералног конзула у Травнику постављен је августа 1850. године. Ту се кратко задржао, и већ у септембру исте године прелази у Сарајево, где је службовао као генерални конзул до краја живота.
Сахрањен је у Сарајеву уз велике почасти, на старом хришћанском гробљу код Илиџе - наводи се да је то било први пут да је у граду јавно ношен крст од почетка турске власти.

## Занимљивости
Димитрије Атанацковић је један од ликова у роману Омер-паша Латас Иве Андрића.